# Agenor
I den græske mytologi er Agenor en fønikisk sagnkonge fra Tyrus . Ifølge sagnet var Agenor, med sin hustru Telefassa fader til Føniks, Kadmos, Kilix og datteren Europa. I visse sagn blandes figuren sammen med Føniks der her ses som broder til Agenor og fader til Kadmos, Kilix og Europa.